# الریک ملنیبون

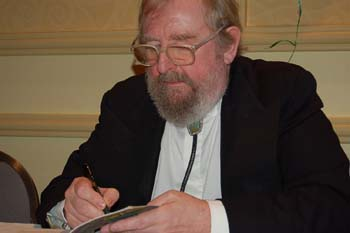
مایکل مورکوک نویسنده اثر الریک ملنیبون

الریک ملنیبونی یا الریکِ ملنیبون (به انگلیسی: Elric Of Melniboné) نام یک رمان در ژانر تخیلی حماسی نوشته به قلم مایکل مورکوک (به انگلیسی: Michael Moorcock) نویسنده انگلیسی است.

## موضوع کتاب
داستان رمان تخیلی الریک ملنیبون در مورد شخصیتی خیالی به نام الریک از جزیره ملنیبون است، همچنین در این رمان از تناسخ، جهان‌های جایگزین و جهان‌های موازی در خط داستان سخن گفته شده‌است.

## خلاصه داستان
پس از درگذشت پدرش ، انتظار می رود که الریک به عنوان 428 اُمین جادوگر-پادشاهِ پادشاهی جزیره ملنیبون ، جزیره ای معروف به جزیره اژدها سلطنت کند. الریک معتقد است که پس از چیره شدن هزاره بر قلمروی پادشاهی اش ، ملنیبونی ها می بینند که امپراتوری آنها در حال فروپاشی است ، سایه ای از شکوه گذشته اش. فقط پایتخت ، ایمیر ، به نابودی نکشیده است. 
نژاد ملنیبونیها که به غرور و خودشیفتگی شناخته می شوند و فقط برای لذت و خوشگذرانی زندگی می کنند و برده داری و شکنجه در آنجا روشی عادی است. الریک ، فردی زال و بیمار ، برای حفظ سلامتی خود به معجون و جادو نیاز دارد.
او بیشتر جوانی خود را در مکانهای رویایی گذرانده است ، که به او این فرصت را داد تا در مدت کوتاهی از تجربیات ارزشمند سالهای غیر واقعی بیاموزد. الریک عاشق دخترعموی خود ، سیموریل است. ایرکون، برادر سیموریل ، نیز به سیموریل علاقه‌مند است و با الریک مخالفت می کند و به او حساسیت دارد. 
الریک به سیموریل می گوید که میخواهد اخلاق و انصاف را به ملنیبونی ها برگرداند و او به مانند اجدادش علاقه ای خشونت یا قدرت علاقه ندارد. سیموریل از لحاظ عاطفی طرفدار الریک است اما عقایدش را درک نمی‌کند. ایرکون الریک را فردی ضعیف و نادان می داند. او برای از نابودی الریک دسیسه هایی می کند تا او تاج و تخت روبی را به دست بگیرد ، الریک بدون وارث است و ایرکون را جانشین خود می کند. 
با خیانت ایرکون ، سیموریل در وضعیت بدی قرار می گیرد و ربوده می شود. الریک برای یافتن سیموریل با آریوش ، یکی از اربابان آشوب و حامی ملنیبون هم پیمان میشود. در طی یک درگیری دریایی ، الریک غرق می شود اما توسط نجات داده می شود.استراشا به الریک اجازه استفاده از کشتی هایش را میدهد که دریا به دریا سفر کند ، تا به دنبال Runeblades برود . Stormbringer و Mournblade. او آنها را در لیمبو می یابد ، اما ایرکون با آن ها همدست است. با استفاده از Stormbringer ، شمشیری که روح میبلعد ، الریک بر ایرکون پیروزی میشود. الریک به جای اینکه ایرکون را بکشد ، تاج و تخت را به او واگذار می کند و تصمیم می گیرد که او سرزمین های تازه را خارج از دنیای ملنیبونی ها به تنهایی کاوش کند چیز های جدیدی بیاموزد.